# Macroclinium coffeicolum
Macroclinium coffeicolum är en orkidéart som först beskrevs av Rudolf Schlechter, och fick sitt nu gällande namn av Dodson. Macroclinium coffeicolum ingår i släktet Macroclinium och familjen orkidéer.
Artens utbredningsområde är Peru. Inga underarter finns listade i Catalogue of Life.